# Castil de Vela
Castil de Vela is een gemeente in de Spaanse provincie Palencia in de regio Castilië en León met een oppervlakte van 23,86 km². Castil de Vela telt 69 inwoners (1 januari 2016).

## Demografische ontwikkeling

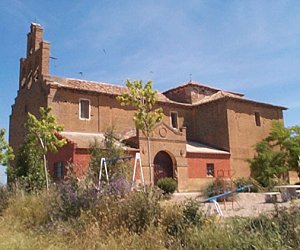
Kerk

Bron: INE, 1857-2011: volkstellingen